# Viejo Jack Rock & Pop
Viejo Jack Rock & Pop es un disco producido por BMG Uruguay, con los 6 grupos que frecuentaban el boliche Viejo Jack: Hereford, La Rosa Mosqueta, Pólvora en Chimangos, Ruete Bros., Hot Jam y Los Vidrios.
Hereford colabora con dos temas de su disco Cuatro estómagos: Perdición y Hombre de atrás. Estas canciones fueron remasterizadas en el estudio Mr. Master de Buenos Aires.